# Pochalla (condado)
Pochalla é um condado localizado no estado de Juncáli, Sudão do Sul. Joseph Okello Didimo Oriek é o comissário do condado. Pochalla está ao extremo leste do estado, localizado na fronteira com a Etiópia. Grande parte do condado é cercada por dois rios: o Akobo, que forma a fronteira nacional ao leste, e o Oboth, ao oeste. Nas regiões do condado, assim como a população local, vivem milhares de refugiados etíopes.
As comunidades de Pochalla sentiram-se decepcionadas com o governador do estado, Kuol Manyang, após ele não atentar às escolhas populares para a eleição do comissário do condado. A insatisfação dos habitantes já ocorria pela falta de rede de comunicação, infra-estrutura precária, falta de instalações de saúde e de equipamentos para o povo, e acesso dificultoso a Pochalla.